# Carne de Bravo do Ribatejo
O Carne de Bravo do Ribatejo DOP é um produto de origem portuguesa com Denominação de Origem Protegida pela União Europeia (UE) desde 08 de novembro de 2013.

## Agrupamento gestor
O agrupamento gestor da denominação de origem protegida "Carne de Bravo do Ribatejo" é a APBRB- Agrupamento de Produtores de Bovinos de Raça Brava, Lda.